# Січень

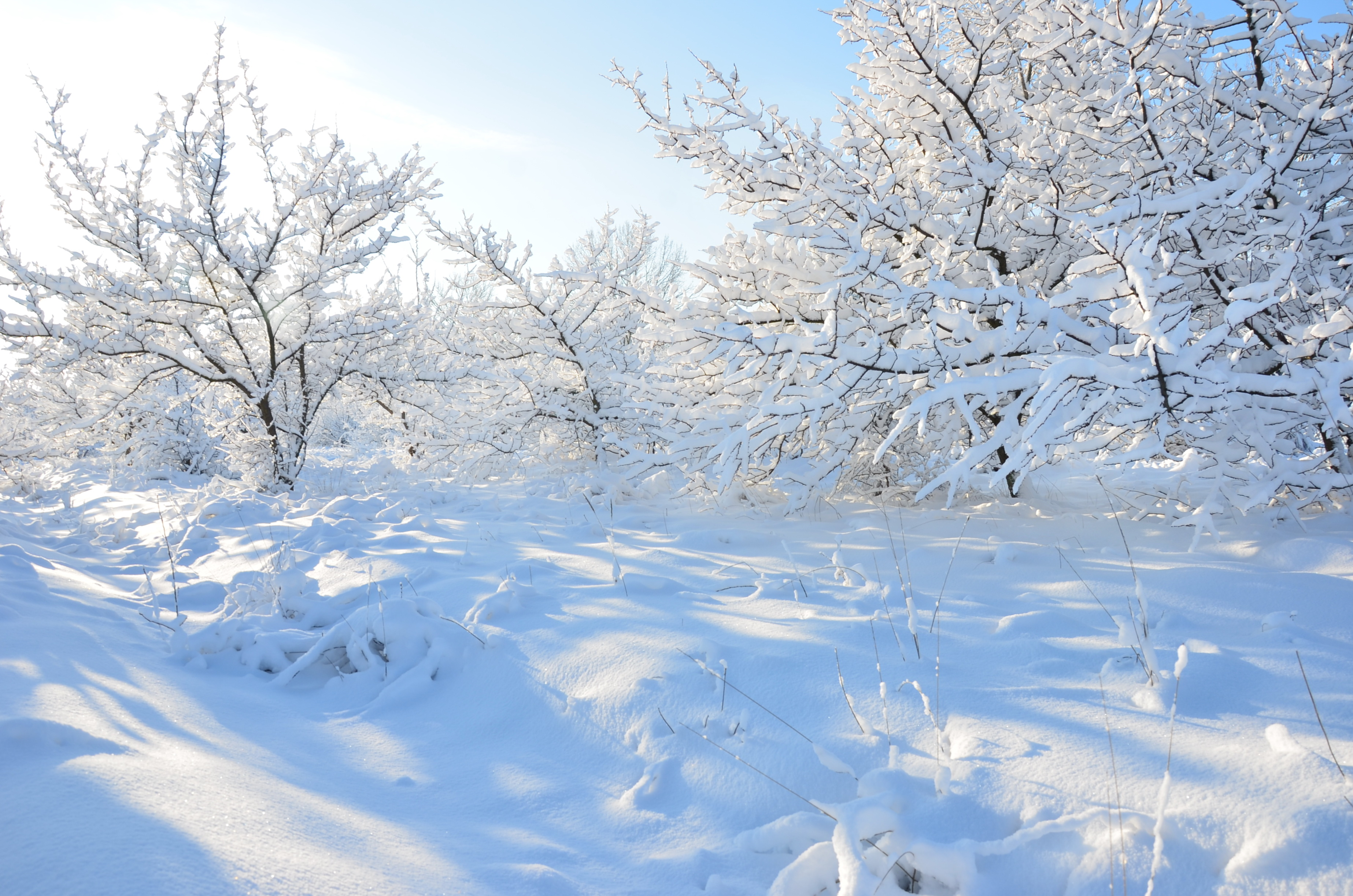
Січень на берегах Дніпра

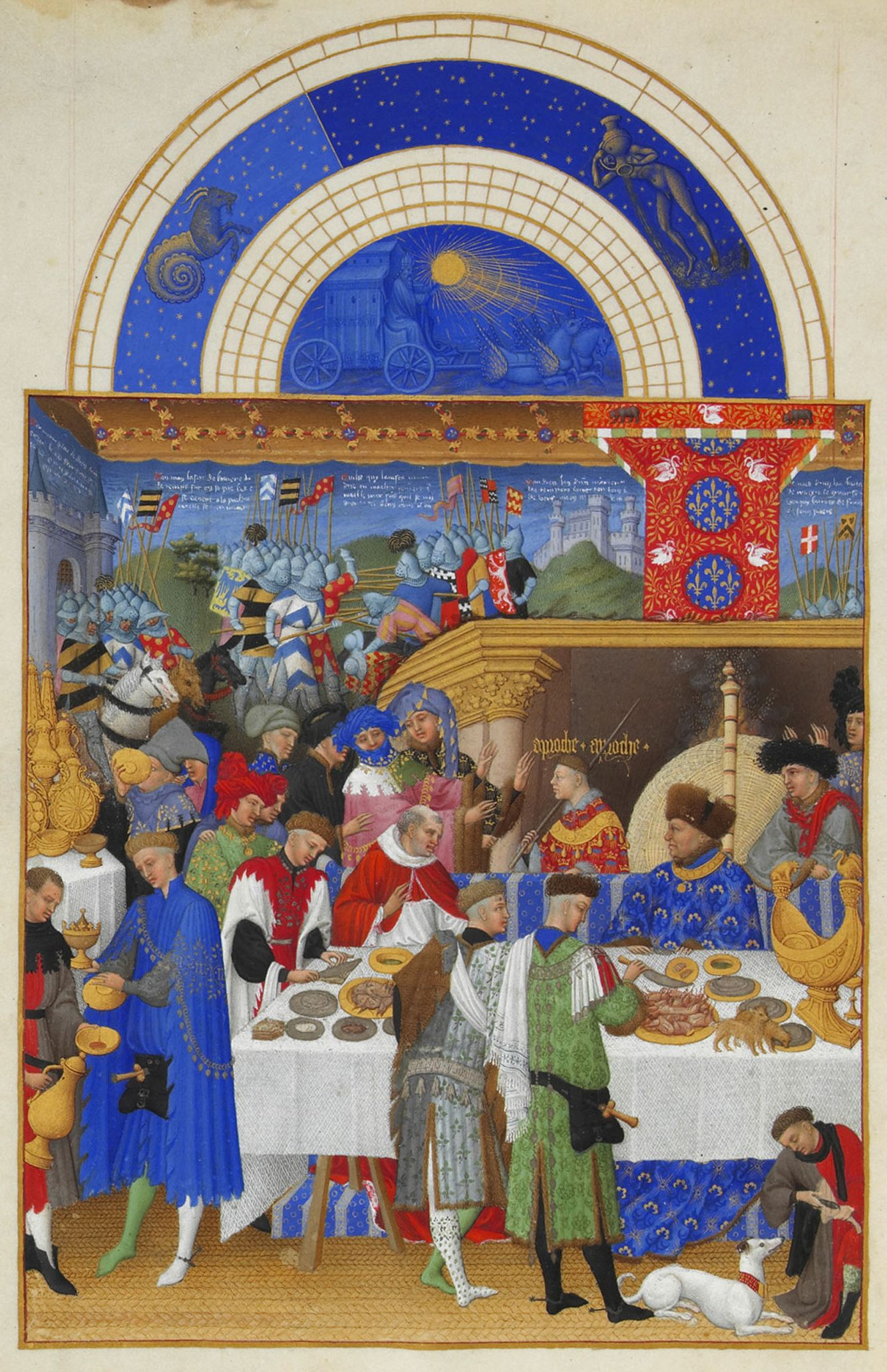
Мініатюра Січень з «Розкішного часослова герцога Беррійського».

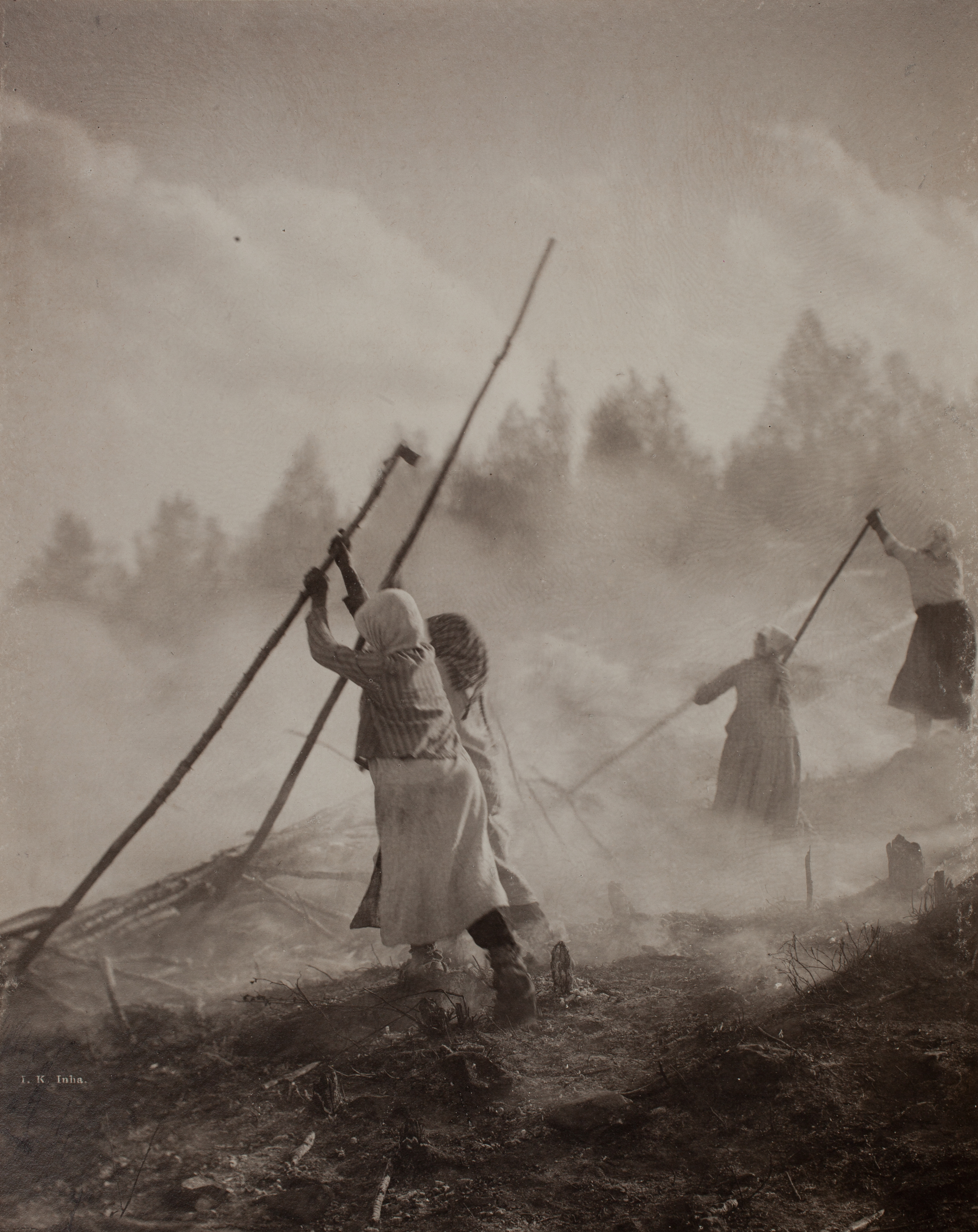
Паління підсічених гілок у Фінляндії, 1893 рік.

- I Січень
- II Лютий

- III Березень
- IV Квітень
- V Травень

- VI Червень
- VII Липень
- VIII Серпень

- IX Вересень
- X Жовтень
- XI Листопад

- XII Грудень

Сі́чень, — перший місяць року заст. про́синець в юліанському, новоюліанському та григоріанському календарях. Один із семи місяців, що налічують 31 день.

## Назва
Найімовірніше, назва «січень» пов'язана з д.-рус. сѣча. В давнину цим словом називали ділянку лісу, розчищену від дерев і корчів. Можливість такого етимологічного зв'язку підтверджується українським словом «просіка», а також спорідненими лексемами в інших слов'янських мовах: болг. сечище «ділянка лісу, відведена для вирубки», хорв. sječa, серб. сеча «рубання лісу, лісорозробка». Наймення місяця зумовлене підсіченням дерев перед весняним викорчовуванням, спалюванням залишків та сівбою, що було характерним для підсічно-вогневого землеробства тих часів. Таким чином вдавалося одержати кілька високих врожаїв, перш ніж переходити до вирубки та освоювання нової ділянки.
Поширеним є пояснення назви тим, що в цьому місяці з силою січуть вітри, морози та сніги. Таке тлумачення, зокрема, подає Яків Головацький у праці «Поділ часу у русинів». Імовірно, наведена етимологія є народною, бо спростовується наявністю в чеських діалектах аналогічної назви sečen «липень», що позначає пору «січення» трави, сіножаті. Використання в одній зі слов'янських мов назви січень для літнього місяця вказує на її зв'язок із сільськогосподарською працею, звідки й питоме значення «час вирубки лісу».
Споріднені назви вживалися в старослов'янській (сѣчьнь) і старобілоруській (сечень) мовах. Нині подібна назва побутує в хорватській мові (siječanj), а також у деяких діалектах словацької (veľký sečeň, sečeň), македонської (сечко) та болгарської (голям сечко) мов. У давньокиївських і староукраїнських пам'ятках слово сѣчьнъ позначало другий місяць (лютий).
В Остромировому Євангелії січень згадується в заголовку до зачала на свято Обрізання Господнього:
|  | Мс̑ца єноуара, просиньца рекомааго. |

 Наймення «просинець» трапляється також в інших давньокиївських апракосах і тетрах (у написаннях: просинець, просинць, просинѣць), зокрема в Крилоському та Путнянському євангеліях. У формі просиньць назва завсідчена у Студійському уставі, перекладеному в Києві близько 1070 року. Можливо, саме прасл. *prosinьcь було первісною назвою місяця в давньослов'янському календарі. Більшість дослідників тлумачить слово як похідне від прасл. *sinǫti «засяяти», бо в цей час стає більше сонячного світла. Ця назва місяця досі вживається в деяких покутських говірках.
Руські стародруки XVI—XVII століть згадують місяць як: стычень (пол. styczeń), просинец, сѣчень, сѣрин. У вжитку були й інші народні назви: сні́жень, снігови́к, льодови́к, щипу́н, тріску́н, а також: лю́тий, сі́чень пе́рший, про́симець / про́зимець, про́синь, сту́день, вогневи́к, лютові́й.
У більшості мов світу назви січня походять з лат. Ianuarius, на честь Януса — римського бога дверей і воріт. Первісно рік у римському календарі починався з березня, а першим місяцем січень став близько 450 р. до н. е. — за часів Нуми Помпілія, або за децемвірів. До 153 року до н. е. консули вступали на посаду 1 травня і 15 березня, надалі ж — 1 січня.

## Кліматична характеристика в Україні
Січень — найхолодніший місяць року зі стійким сніговим покривом на переважній частині України, з частими хуртовинами, ожеледдю та туманами. Середня місячна температура повітря складає мінус 1—6 °C, у східних областях, на півночі Лівобережжя та в Карпатах — мінус 7—8 °C, у Криму — від мінус 2 °C до 4 °C.
У першій і другій декаді січня на більшій частині території західних та Запорізької областей здійснюється перехід середньої добової температури повітря через мінус 5 °C в бік зниження; лише на крайньому заході України, у Криму та більшості південних областей цей перехід взагалі не відбувається.
Абсолютний мінімум температури — мінус 23—37 °C, в окремих пунктах східних, північних областей та в Карпатах — мінус 38—42 °C, на узбережжі Криму місцями мінус 13—22 °C. Абсолютний максимум температури — 8—14 °C, на Закарпатті, Прикарпатті та в південних областях — до 17 °C, у Криму — до 21 °C.
Середня місячна кількість опадів — 27—56 мм, на Закарпатті, в Карпатах і горах Криму — до 150 мм.
Найбільша висота снігового покриву звичайно спостерігається в третій декаді січня і становить в середньому 8—15 см, на північному сході країни — до 27 см; на півдні України сніговий покрив нестійкий.

## Галерея

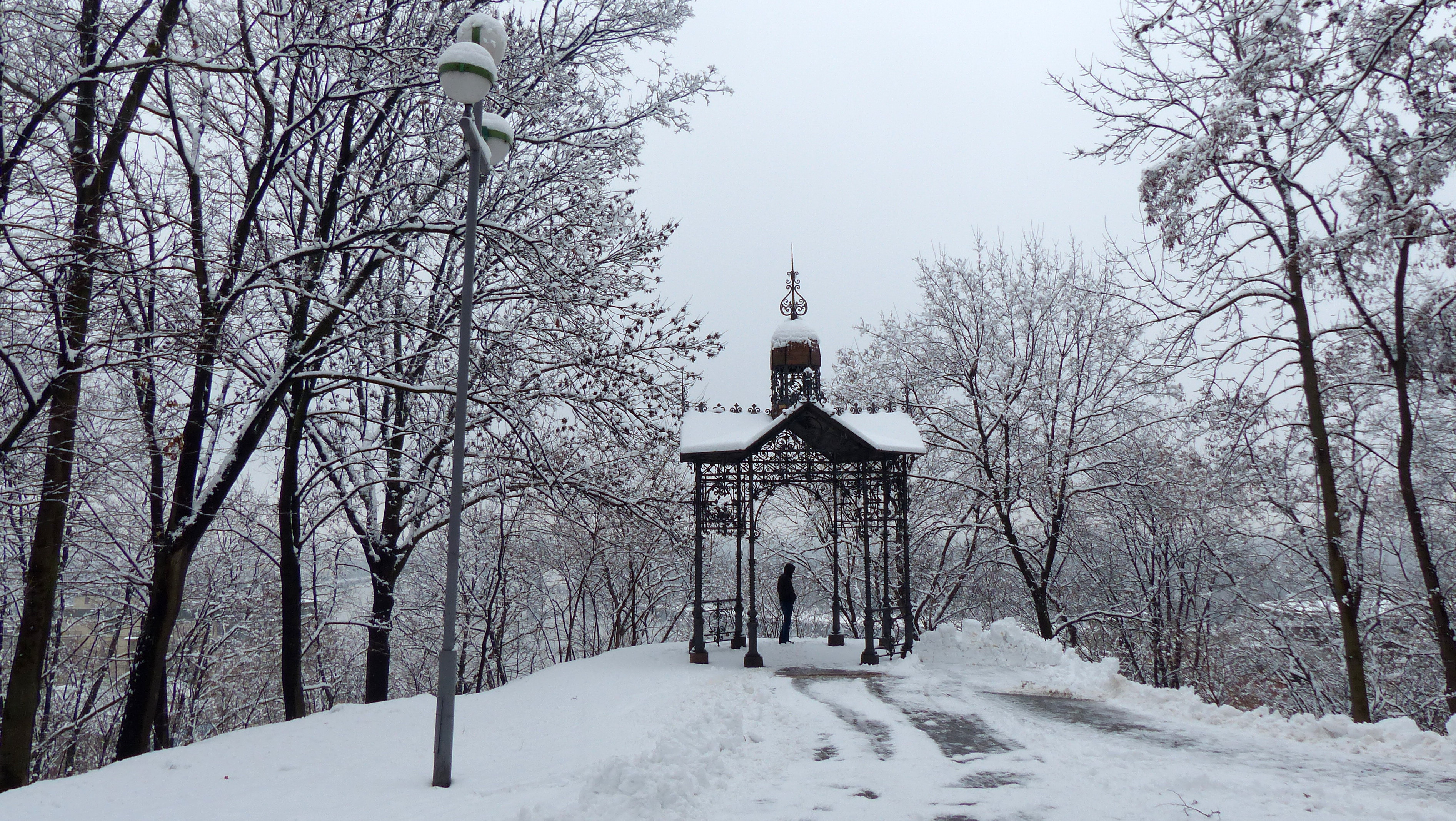
Володимирська гірка в січні
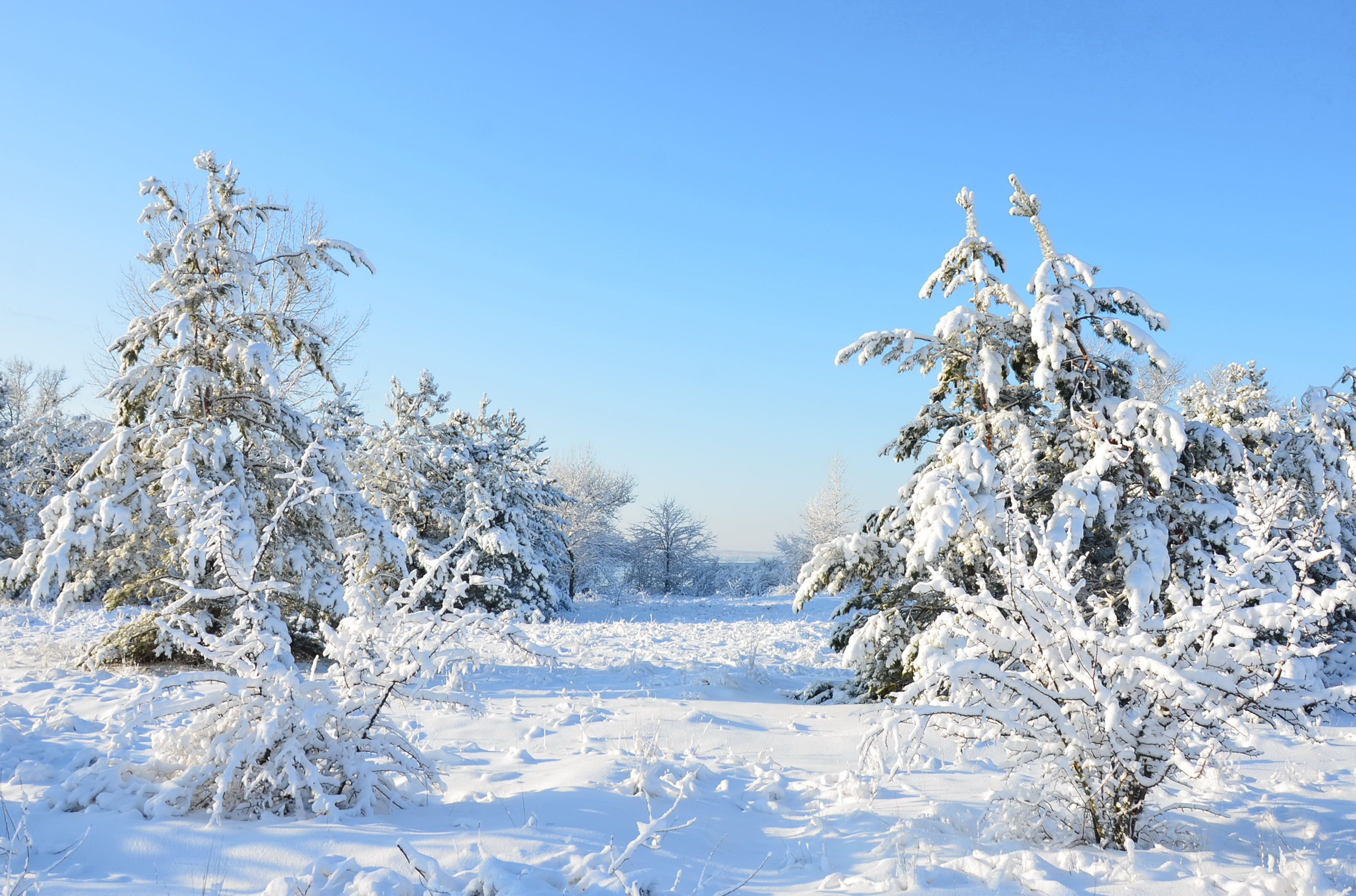
Січень на Січеславщині
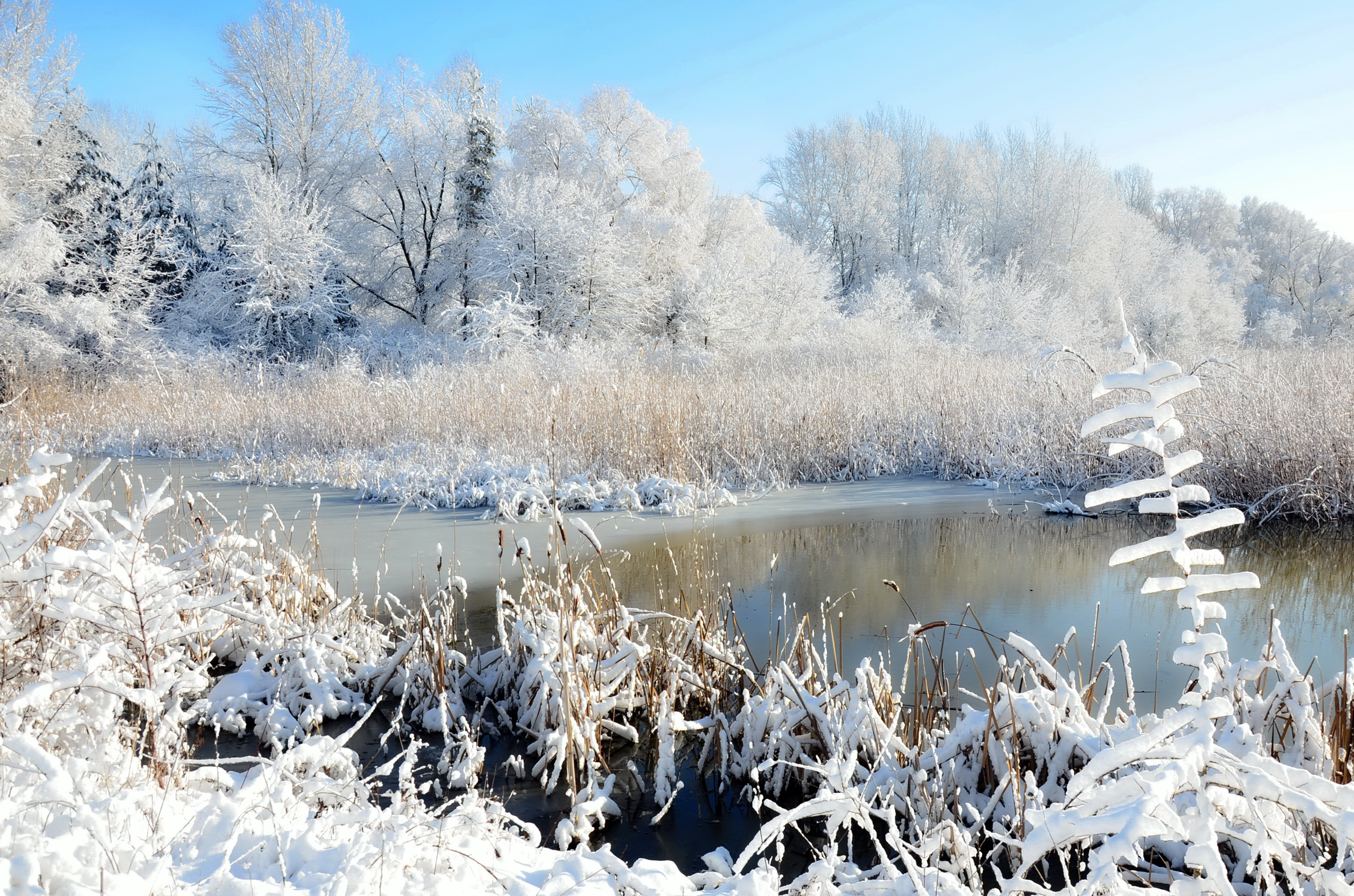
Січень на берегах Орелі
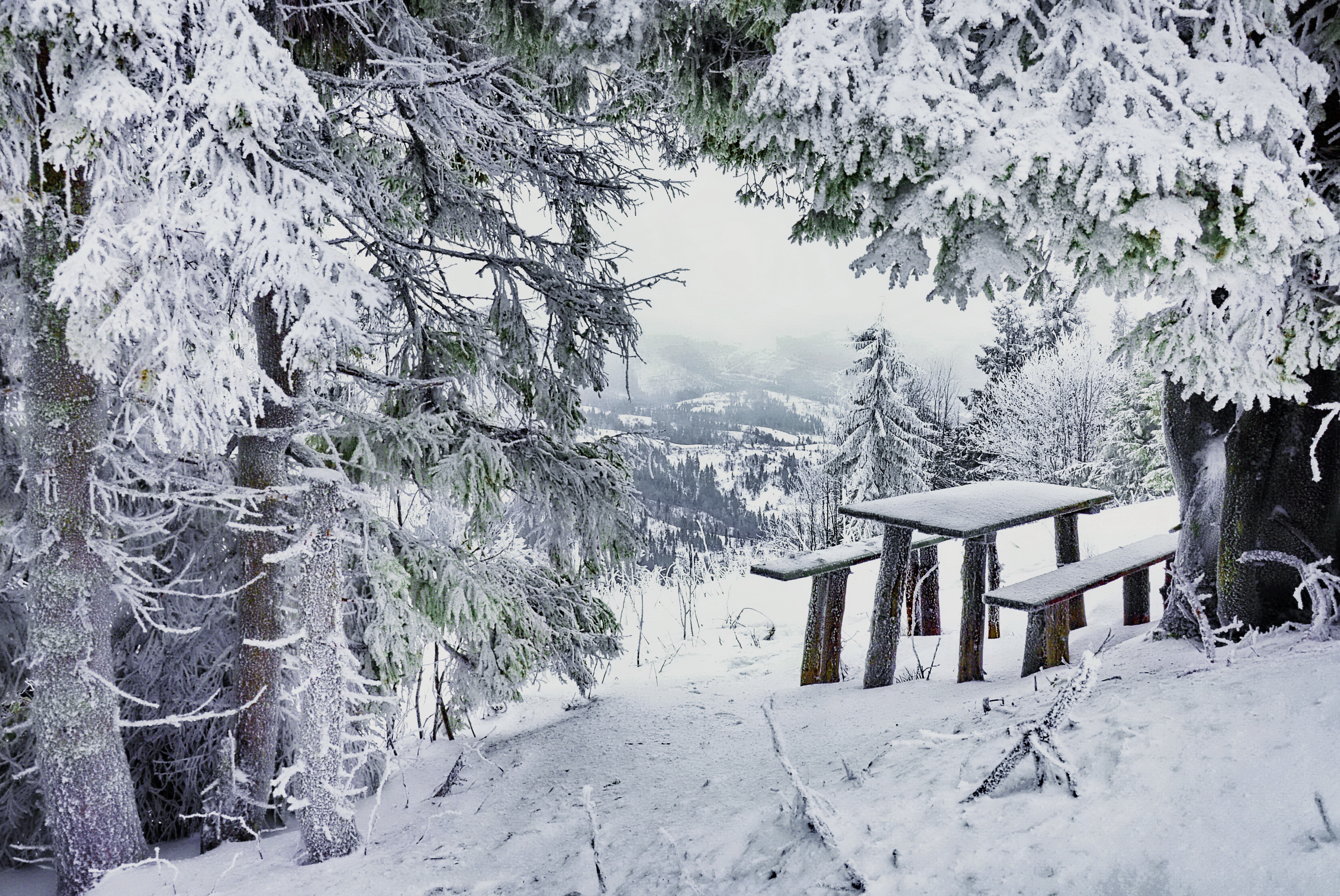
Січень у Карпатах
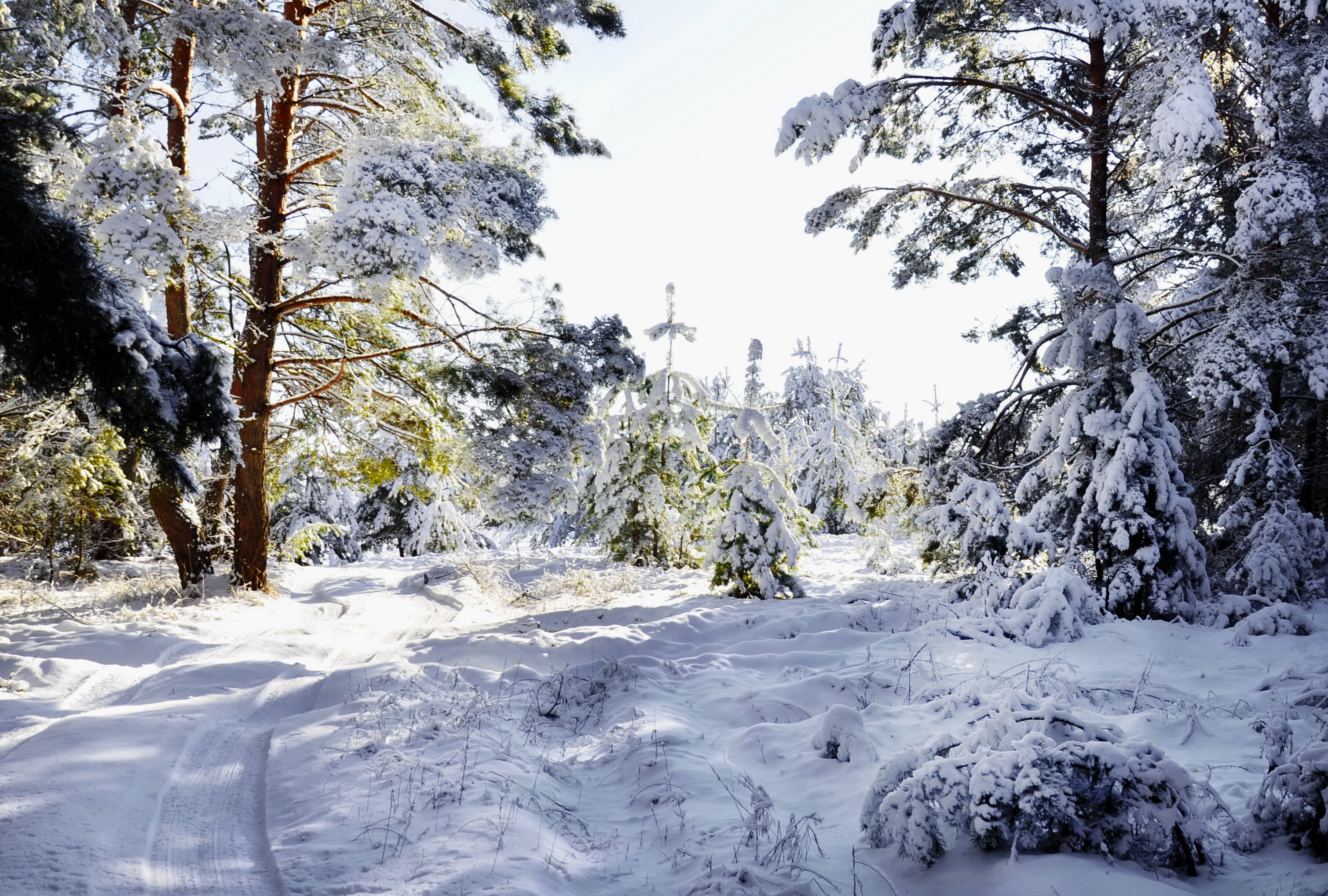
Січневий ліс
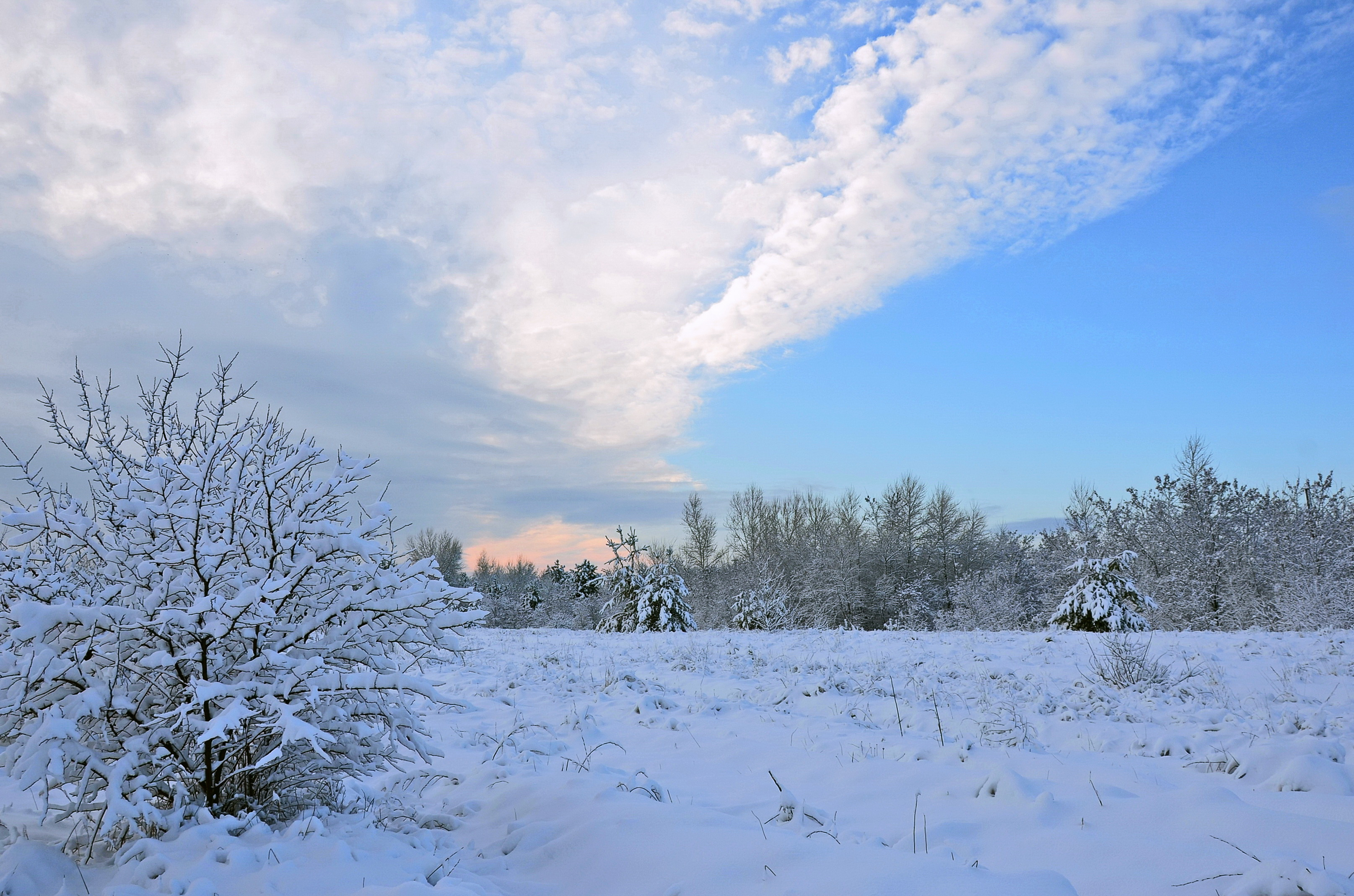
Січневий ранок в Україні
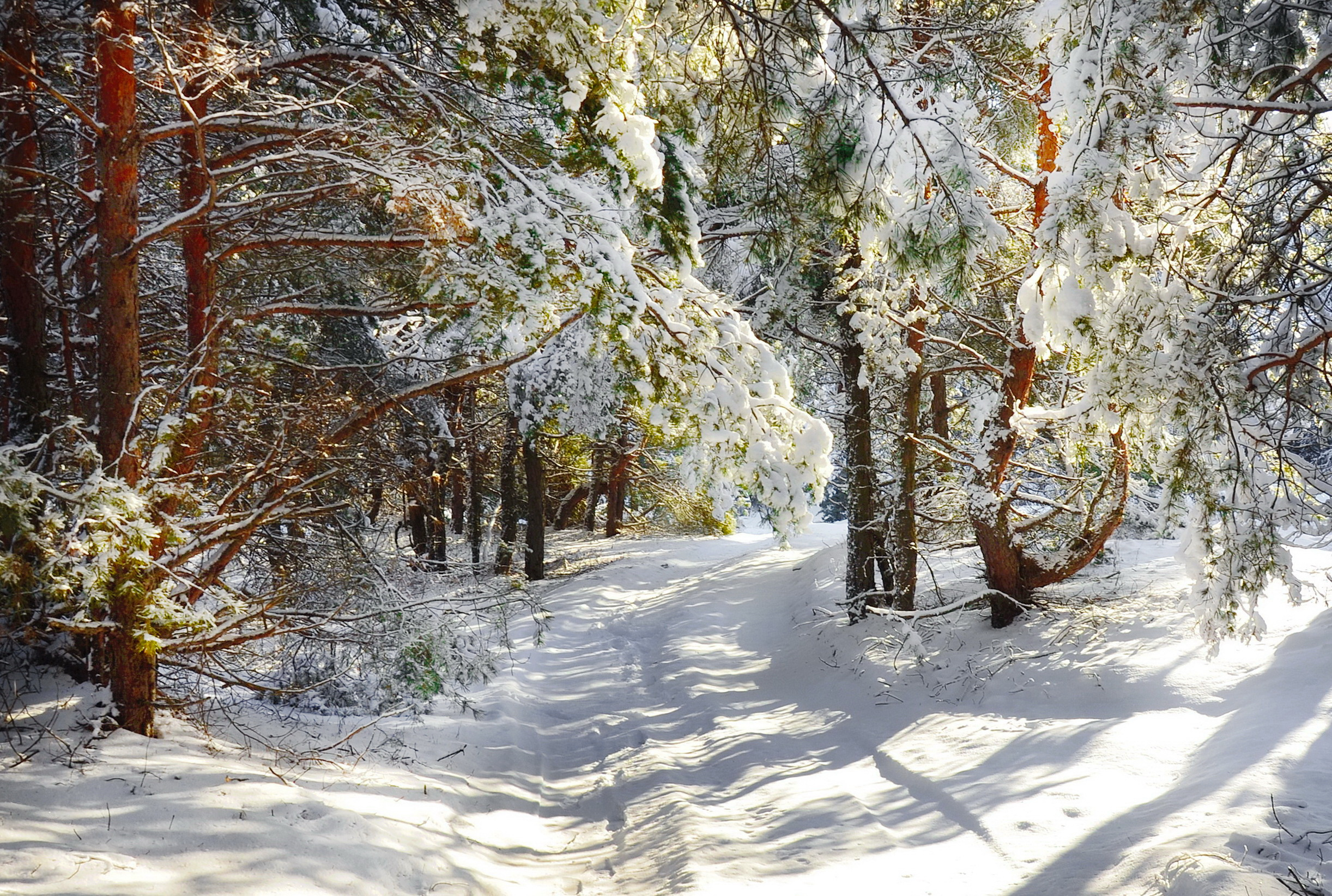
Січень у 2018 році

## Свята і пам'ятні дні

### Офіційні в Україні
- 1 січня
  - Новий рік
- 22 січня
  - День Соборності України
- 24 січня
  - День зовнішньої розвідки України
- 27 січня
  - Міжнародний день пам'яті жертв Голокосту
- 29 січня
  - День пам'яті Героїв Крут[28]

### Інші
- 1 січня
  - Новий рік, або Василів день[29]
- 6 січня
  - Водохреще, або Богоявлення[30]
- 12 січня
  - Тетянин день
- 20 січня
  - День Автономної Республіки Крим
- 26 січня
  - Міжнародний день митника